# Велика Коларова
Велика Иванова Коларова е българска актриса.

## Биография
Родена е в Гранитово на 8 юни 1948 г. През 1970 г. завършва актьорско майсторство във ВИТИЗ при проф. Филип Филипов. От 1970 до 1972 г. играе в Драматичен театър – Стара Загора, а от 1973 до 1997 г. в „Сълза и смях“.

## Роли
Велика Коларова играе множество театрални роли, по-значимите са:
- Вера – „Последните“ от Максим Горки
- Божанка – „Железният светилник“ по Димитър Талев
- Светла – „Джуджето и седемте Снежанки“ от Стефан Цанев
- Слугинята – „Службогонци“ от Иван Вазов[1]

## Филмография
- „Басейнът“ (1977 г.)
- „Спилитим и Рашо“ (1980 г.), 20 серии – хубавата мома Румяна в 17-а серия
- „Бал на самотните“ (1981 г.)
- „Кръвта е по-гъста от водата“ (1981)
- „Под манастирската лоза“ (1985 г.)
- Гена в „Не се сърди, човече“ (1985 г.)
- „Новото пристанище“ (1987 г.)